# Vịt Scoter thường

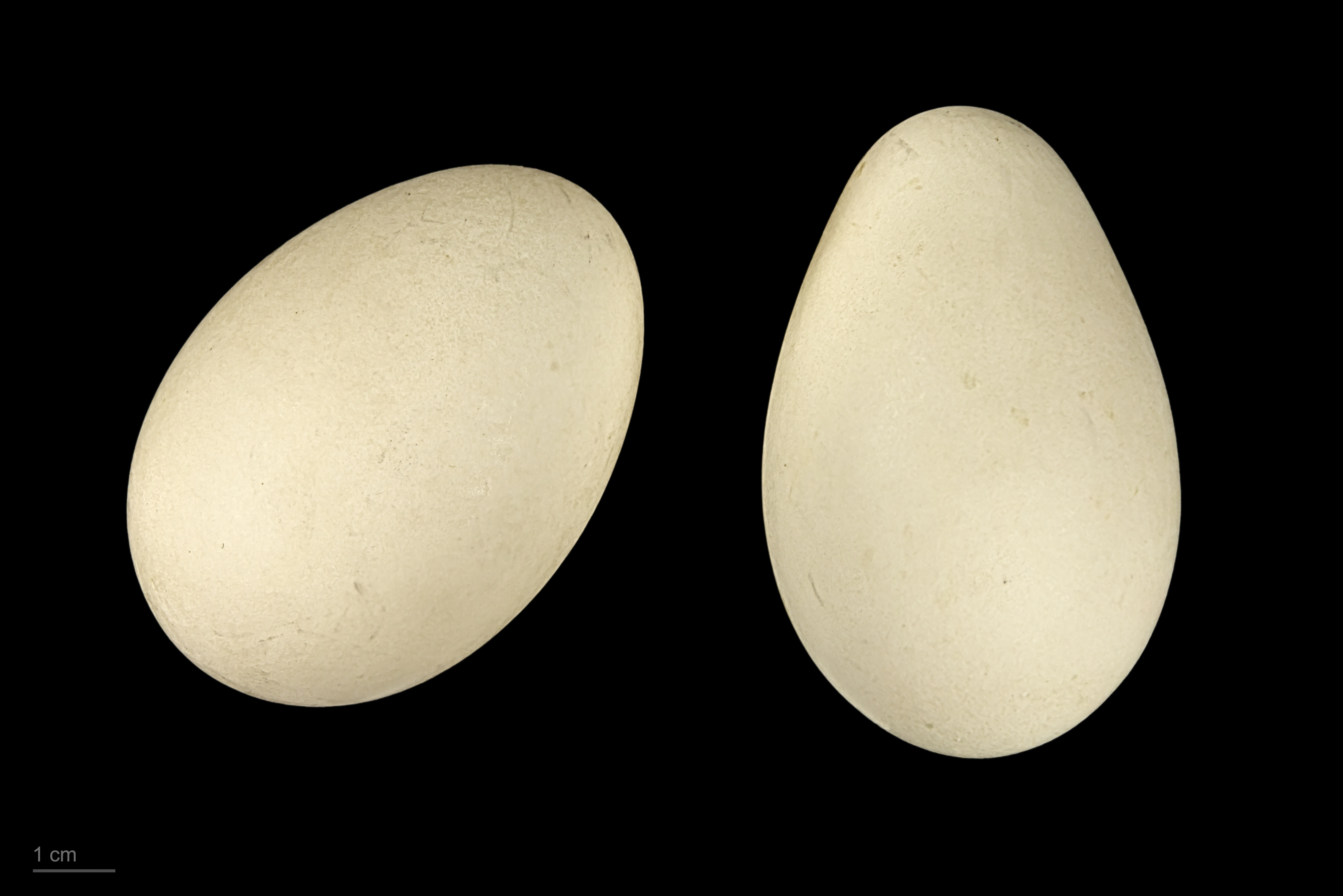
Melanitta nigra

Vịt Scoter thường, tên khoa học Melanitta nigra, là một loài chim trong họ Vịt.